# La Haye, Vosges
La Haye är en kommun i departementet Vosges i regionen Grand Est (tidigare regionen Lorraine) i nordöstra Frankrike. Kommunen ligger i kantonen Bains-les-Bains som tillhör arrondissementet Épinal. År 2022 hade La Haye 134 invånare.

## Befolkningsutveckling
Antalet invånare i kommunen La Haye
| Referens: INSEE |